# The Kooks
The Kooks (произносится «кукс») — британская инди-рок-группа, основанная в Брайтоне, Англия, в 2004 году. Состав участников в настоящее время: Люк Причард (гитара, вокал), Хью Харрис (гитара, бэк-вокал) и Алексис Нуньес (ударные). The Kooks выпустили четыре студийных альбома, первые два достигли большого успеха в британских чартах: в 2006 году дебютный альбом Inside in/Inside out достиг 2 строчки, второй альбом Konk сразу после выхода занял 1 место. В своём первом совместном концерте участники квартета исполнили кавер композиции Reptilia команды The Strokes. С тех пор они прошли довольно долгий путь, стали любимцами музыкальной прессы и записали в свой актив впечатляющие выступления на разогреве у The Thrills,The Subways и The Rolling Stones.

## История

### Начало
Будущие участники коллектива являлись студентами Брайтонского Института современной музыки, там же и образовалась группа. Название было взято из песни Дэвида Боуи «Kooks» 1971 года. После выпуска своего первого мини-альбома и выступления на фестивале FreeButt Brighton, The Kooks подписали контракт с лейблом Virgin Records.

### Inside In/Inside Out
The Kooks выпустили свой дебютный альбом Inside in/Inside out в январе 2006 года. В течение более полугода он оставался в UK Top 20, было продано более миллиона копий, что позволило ему стать трижды платиновым в Великобритании. С альбома было выпущено 6 синглов «Eddie’s Gun», «Sofa Song», «You Don’t Love Me», «Naive», «She Moves in Her Own Way» и «Ooh La». В октябре 2006 года The Kooks отправились в своё первое турне по США. Среди наград группы, полученных в 2006 году — Лучший исполнитель Великобритании и Ирландии на MTV Europe Music Awards, номинация Лучший Новый исполнитель на Q Awards.

### Konk
14 Апреля 2008 года The Kooks выпустили свой второй альбом Konk, продюсером которого стал Тони Хоффер. В интервью сайту NME.com Причард заявил, что группа написала около «80 или 90» песен, готовых к релизу. Треклист альбома состоит из 15 песен, кроме того Konk был выпущен в двухдисковом издании: второй диск, озаглавленный RAK, включает 9 дополнительных треков. Сразу после выхода Konk занял первое место в альбомном чарте Великобритании.
После выхода второго альбома The Kooks отправились в тур по Европе, Австралии и США, который продлился до конца 2008 года.

### Junk of the Heart
Третий студийный альбом группы вышел 12 сентября 2011 года.

### Listen
1 сентября 2014 года The Kooks выпустили четвёртый студийный альбом, получивший название «Listen».

### Let’s Go Sunshine
Aльбом The Kooks под названием Let’s Go Sunshine вышел 31 августа 2018 года. Группа попала в студию еще в 2015-м, на следующий год после релиза Listen. Однако позже квартет отказался от записанного материала. «Мы поняли, что это не то, что мы хотели, это были не The Kooks», – объяснил Причард. «Поэтому мы начали всё заново. Я задался целью написать лучшие песни в своей жизни прежде, чем показать их группе. ... Вместе с треклистом и обложкой альбома Let’s Go Sunshine The Kooks выпустили сразу две студийные записи — синглы No Pressure и All The Time. Также на YouTube опубликовано интервью и первое живое исполнение сингла All The Time в шоу The One Show на канале BBC One. Новый альбом The Kooks — Let’s Go Sunshine, его треклист: Intro. Kids, All the Time, Believe, Fractured and Dazed, Chicken Bone, Four Leaf Clover, Tesco Disco, Honey Bee, Initials for Gainsbourg, Pamela, Picture Frame, Swing Low, Weight of the World, No Pressure.

## Дискография

### Студийные альбомы
- Inside in/Inside out — 23 января 2006
- Konk — 14 апреля 2008
- Junk of the Heart — 12 сентября 2011
- Listen — 1 сентября 2014
- Let's go Sunshine — 31 августа 2018
- 10 Tracks to Echo in the Dark — 22 июля 2022

### Синглы
- 2005 — «Eddie’s Gun»
- 2005 — «Sofa Song»
- 2006 — «You Don’t Love Me»
- 2006 — «Naïve»
- 2006 — «She Moves in Her Own Way»
- 2006 — «Ooh La»
- 2008 — «Always Where I Need to Be»
- 2008 — «Shine On»
- 2008 — «Sway»
- 2011 — «Junk of the Heart (Happy)»
- 2011 — «Is It Me»
- 2012 — «Rosie»
- 2014 — «Down»
- 2014 — «Around Town»
- 2014 — «Bad Habit»
- 2014 — «Forgive & Forget»
- 2015 — «See Me Now»
- 2018 — «No Pressure»
- 2018 — «All The Time»